# Tết Nguyên Ðán
Tết Nguyên Ðán, comunemente noto come Tết, è il capodanno vietnamita e la festività più importante del paese. Il calendario vietnamita è basato su quello lunisolare cinese.

## Descrizione
È celebrato nello stesso giorno del Capodanno cinese e ne condivide molte usanze. Tết è intorno alla fine di gennaio o i primi di febbraio. Fra gli usi vi sono quello di preparare piatti speciali e di pulire la casa, visitare i parenti e i templi. Ai bambini è riservata un'attenzione particolare, vengono loro consegnati da amici e parenti dei soldi contenuti in buste rosse chiamate lì xì. 
Altre usanze sono i fuochi d'artificio, danze del drago e del leone per scacciare gli spiriti cattivi e portare fortuna nel nuovo anno.
La festività è divenuta famosa anche negli Stati Uniti e in altri paesi occidentali in seguito dell'offensiva del Têt avvenuta nel 1968 nel corso della Guerra del Vietnam.